# Гівно горить
Гівно горить (чеськ. Hovno hoří) — збірка гумористичних оповідань Петра Шабаха, написана в 1994 році. На основі книжки був у 1999 році знятий фільм Pelíšky. Збірка витримала 12 перевидань.
Назва взята з прологу, який описує різницю між двома світами, світом чоловічим і жіночим, і, перш за все, різниця між двома поглядами на життя і на світ. Дівчата, їдучи автобусом з Парижа, з ентузіазмом обговорюють покупки; два хлопчики всю дорогу «серйозно» обговорюють проблему, чи горить лайно… Розділяє їх тільки вузький прохід між сидіннями, але символічно їх розділяє набагато більше, у багато разів більша прірва.
Книжка містить три прозові тексти — оповідання Sázka і Bellevue та новелу Вода з соком. Деякі сцени з новели Вода з соком були використані в фільмах Pelíšky і Pupendo, а також був знятий однойменний короткометражний студентський фільм «Вода з соком» («Voda se šťávou»).
Через назву були деякі проблеми зі згадуванням і цитуванням книжки: «..люди приходили й говорили: 'Нам потрібен Шабах!' і удавали, що забули назву. Боялися сказати 'лайно'. А на радіо це взагалі не вийде! Тим більше в телевізорі.»

## Переклад українською
- Петр Шабах. Гівно горить / Пер. із чеськ. Т. Окопна. — К.: Темпора, 2015 ISBN 80-7185-271-6